# Fjalar Þorgeirsson
Fjalar Þorgeirsson (* 18. Januar 1977) ist ein ehemaliger isländischer Fußballspieler auf der Position eines Torwarts. Er bestritt zwischen 2001 und 2010 fünf Länderspiele.
Stationen seiner Spielerkarriere von 1997 bis 2014 waren die isländischen Fußballklubs Þróttur Reykjavík, Fram Reykjavík, Fylkir Reykjavík, KR Reykjavík und Valur Reykjavík.